# Saison 1971-1972 de la LHOu
Saison précédente Saison suivante
La saison 1971-1972 est la sixième saison de hockey sur glace de la Ligue de hockey de l'Ouest du Canada, maintenant connu sous le nom de Ligue de hockey de l'Ouest. Les Oil Kings d'Edmonton remporte la Coupe du Président en battant en finale les Pats de Regina.

## Saison régulière
Avant le début de la saison, deux nouvelles franchises se joignent à la ligue, soit les Cougars de Victoria et les Nats de Vancouver qui s'aligneront toutes deux dans la division Ouest. Avec cette nouvelle expansion, la ligue augmente le nombre de rencontres de deux pour porter le total de matchs disputés en saison régulière à 68.
De façon à égaliser le nombre d'équipes par division, les Broncos de Swift Current et les Blades de Saskatoon rejoignent la division Est. De leur côté, les Bruins d'Estevan annoncent le déménagement de leur concession vers la ville de New Westminster en Colombie-Britannique et sont renommés les Bruins de New Westminster.

### Classement
| Division Est             | PJ | V  | D  | N | Pts | BP  | BC  |
| ------------------------ | -- | -- | -- | - | --- | --- | --- |
| Pats de Regina           | 68 | 43 | 23 | 2 | 88  | 287 | 225 |
| Blades de Saskatoon      | 68 | 37 | 28 | 3 | 77  | 312 | 258 |
| Wheat Kings de Brandon   | 68 | 35 | 33 | 0 | 70  | 338 | 331 |
| Bombers de Flin Flon     | 68 | 31 | 36 | 1 | 63  | 265 | 307 |
| Broncos de Swift Current | 68 | 25 | 42 | 1 | 51  | 252 | 311 |
| Jets de Winnipeg         | 68 | 24 | 43 | 1 | 49  | 238 | 273 |

| Division Ouest            | PJ | V  | D  | N | Pts | BP  | BC  |
| ------------------------- | -- | -- | -- | - | --- | --- | --- |
| Centennials de Calgary    | 68 | 49 | 16 | 3 | 101 | 296 | 169 |
| Oil Kings d'Edmonton      | 68 | 44 | 22 | 2 | 90  | 320 | 246 |
| Bruins de New Westminster | 68 | 40 | 27 | 1 | 81  | 285 | 240 |
| Tigers de Medicine Hat    | 68 | 35 | 30 | 3 | 73  | 351 | 312 |
| Cougars de Victoria       | 68 | 18 | 48 | 2 | 38  | 215 | 321 |
| Nats de Vancouver         | 68 | 17 | 50 | 1 | 35  | 213 | 379 |

### Meilleurs pointeurs
| Joueur           | Équipe          | PJ | B  | A  | Pts | Pun |
| ---------------- | --------------- | -- | -- | -- | --- | --- |
| Tom Lysiak       | Medicine Hat    | 68 | 46 | 97 | 143 | 96  |
| Stan Weir        | Medicine Hat    | 68 | 58 | 75 | 133 | 77  |
| Blaine Stoughton | Flin Flon       | 68 | 60 | 66 | 126 | 125 |
| Robbie Neale     | Brandon         | 65 | 53 | 73 | 126 | 54  |
| Dennis Sobchuk   | Regina          | 68 | 56 | 67 | 123 | 115 |
| Jeff Ablett      | Medicine Hat    | 68 | 59 | 57 | 116 | 99  |
| Lorne Henning    | New Westminster | 60 | 51 | 63 | 114 | 29  |
| Lanny McDonald   | Medicine Hat    | 68 | 50 | 64 | 114 | 54  |
| Ron Chipperfield | Brandon         | 63 | 59 | 53 | 112 | 29  |
| Glen Mikkelson   | Brandon         | 67 | 44 | 62 | 106 | 52  |

## Séries éliminatoires
|  | Quarts de finale          | Quarts de finale       |                        |   | Demi-finales | Demi-finales |  |  | Finale | Finale |
|  | Quarts de finale          | Quarts de finale       |                        |   | Demi-finales | Demi-finales |  |  | Finale | Finale |
|  |                           |                        |                        |   |              |              |  |  |        |        |
|  |                           |                        |                        |   |              |              |  |  |        |        |
|  |                           |                        |                        |   |              |              |  |  |        |        |
|  | Pats de Regina            | 3                      |                        |   |              |              |  |  |        |        |
|  | Pats de Regina            | 3                      |                        |   |              |              |  |  |        |        |
|  | Bombers de Flin Flon      | 2                      |                        |   |              |              |  |  |        |        |
|  | Bombers de Flin Flon      | 2                      | Pats de Regina         | 4 |              |              |  |  |        |        |
|  |                           |                        | Pats de Regina         | 4 |              |              |  |  |        |        |
|  |                           | Wheat Kings de Brandon | 2                      |   |              |              |  |  |        |        |
|  | Blades de Saskatoon       | Wheat Kings de Brandon | 2                      | 3 |              |              |  |  |        |        |
|  | Blades de Saskatoon       |                        |                        | 3 |              |              |  |  |        |        |
|  | Wheat Kings de Brandon    | 4                      |                        |   |              |              |  |  |        |        |
|  | Wheat Kings de Brandon    | 4                      | Pats de Regina         | 1 |              |              |  |  |        |        |
|  |                           |                        | Pats de Regina         | 1 |              |              |  |  |        |        |
|  |                           | Oil Kings d'Edmonton   | 4                      |   |              |              |  |  |        |        |
|  | Centennials de Calgary    | Oil Kings d'Edmonton   | 4                      | 4 |              |              |  |  |        |        |
|  | Centennials de Calgary    |                        |                        | 4 |              |              |  |  |        |        |
|  | Tigers de Medicine Hat    | 2                      |                        |   |              |              |  |  |        |        |
|  | Tigers de Medicine Hat    | 2                      | Centennials de Calgary | 2 |              |              |  |  |        |        |
|  |                           |                        | Centennials de Calgary | 2 |              |              |  |  |        |        |
|  |                           | Oil Kings d'Edmonton   | 4                      |   |              |              |  |  |        |        |
|  | Oil Kings d'Edmonton      | Oil Kings d'Edmonton   | 4                      | 4 |              |              |  |  |        |        |
|  | Oil Kings d'Edmonton      |                        |                        | 4 |              |              |  |  |        |        |
|  | Bruins de New Westminster | 1                      |                        |   |              |              |  |  |        |        |
|  | Bruins de New Westminster | 1                      |                        |   |              |              |  |  |        |        |

## Honneurs et trophées
- Champion de la saison régulière : Centennials de Calgary.
- Trophée du Joueur le plus utile (MVP), remis au meilleur joueur : John Davidson, Centennials de Calgary.
- Meilleur pointeur : Tom Lysiak, Tigers de Medicine Hat.
- Trophée du meilleur esprit sportif : Ron Chipperfield, Wheat Kings de Brandon.
- Meilleur défenseur : Jim Watson, Centennials de Calgary.
- Recrue de l'année : Dennis Sobchuk, Pats de Regina.
- Meilleur gardien : John Davidson, Centennials de Calgary.
- Meilleur entraîneur : Earl Ingarfield, Pats de Regina.